# Сант'Анджело Ломелина
Сант'А̀нджело Ломелѝна (на италиански: Sant'Angelo Lomellina; на ломбардски: Sant'Angiäl, Сант'Анджел) е село и община в Северна Италия, провинция Павия, регион Ломбардия. Разположено е на 112 m надморска височина. Населението на общината е 781 души (към 2017 г.).